# 異齒鱷屬
異齒鱷屬（學名：Heterodontosuchus）是已滅絕植龍目的一屬，生存於三疊紀晚期的北美洲。第一個化石發現於猶他州東南部的亨利山脈，是一個部分下頜。之後在亞利桑那州發現了更多化石。屬名意為「有不同牙齒的鱷魚」，意指下頜的前後段牙齒大小不同。牙齒的前後向扁平，而且排列緊密。由於異齒鱷的化石破碎，目前的狀態是個疑名；而且有可能是尼克羅龍的異名。